# ۱۰۴۳ (میلادی)
۱۰۴۳ (میلادی) هزار و چهل و سومین سال تقویم میلادی است.

## درگذشتگان
‎